# Воробиевка (Винницкая область)
Вороби́евка (укр. Воробіївка) — село на Украине, находится в Немировском районе Винницкой области.
Код КОАТУУ — 0523081401. Население по переписи 2001 года составляет 396 человек. Почтовый индекс — 22844. Телефонный код — 4331.
Занимает площадь 1,956 км².

## Адрес местного совета
22855, Винницкая область, Немировский р-н, с. Воробиевка